# 让-维克托·彭赛列
让-维克托·彭赛列（法語：Jean-Victor Poncelet，法語發音：[ʒɑ̃ viktɔʁ pɔ̃slɛ]，1788年7月1日—1867年12月22日），法国数学家、工程师，也译作彭赛利、庞斯列或蓬斯莱，是射影几何学的创立人之一，曾担任巴黎综合理工学院的校长。他的名字与众多法国重要的科学家与工程师等一起写在埃菲尔铁塔上。

## 生平
1788年7月1日彭赛列出生于梅斯，父亲克洛德·彭赛列是地主和梅斯议会的律师。彭赛列先后在巴黎综合理工学院和梅斯炮兵工程学校学习，毕业后被授予法国陆军中尉军衔。1812年彭赛列参加了拿破仑对俄战争，在克拉斯诺耶战役中被俘，后关押在伏尔加河畔的薩拉托夫。在狱中，彭赛列研究了射影几何学的问题，1814年释放出狱。
回国后彭赛列以工程师身分在梅斯生活，并在学校授课。1825年他正式接受聘任成为梅斯炮兵工程学校的力学教授，直至1835年，期间他改进了涡轮和水车的设计。1834年彭赛列进入巴黎科学学院，1848年至1850年担任巴黎综合理工学院的校长。在承受长期病痛之后，彭赛列于1867年12月12日在巴黎逝世。

## 贡献
- 彭赛列-施泰纳定理（英语：Poncelet-Steiner theorem）
- 彭赛列闭合定理（英语：Poncelet's closure theorem）

## 著作
- 《论图形的射影性质》（Traité des propriétés projectives des figures）
- 《工程力学导论》（Introduction a la mécanique industrielle）